# Mombassaspecht
De mombassaspecht (Campethera mombassica) is een vogel uit het geslacht Campethera van de familie spechten (Picidae).

## Verspreiding en leefgebied
Deze soort komt voor van zuidelijk Somalië tot noordoostelijk Tanzania.